# ルーキー・オブ・ザ・マンス
ルーキー・オブ・ザ・マンス (The Rookie of the Month Award) は、メジャーリーグベースボール(MLB)の賞の1つ。レギュラーシーズンの4月から9月にかけて毎月最も活躍した新人選手を選出する。2001年から表彰が始まった。最多受賞回数はイチロー（2001年）、マイク・トラウト（2012年）、アーロン・ジャッジ（2017年）が記録した4回。

## 選出者一覧
| 年       | 月  | ナショナルリーグ                      | ナショナルリーグ               | アメリカンリーグ                    | アメリカンリーグ                                |
| 年       | 月  | 選手                                  | チーム                         | 選手                                | チーム                                          |
| -------- | --- | ------------------------------------- | ------------------------------ | ----------------------------------- | ----------------------------------------------- |
| 2000年代 |     |                                       |                                |                                     |                                                 |
| 2001年   | 4月 | アルバート・プホルス                  | セントルイス・カージナルス     | イチロー                            | シアトル・マリナーズ                            |
| 2001年   | 5月 | アルバート・プホルス (2)              | セントルイス・カージナルス     | イチロー (2)                        | シアトル・マリナーズ                            |
| 2001年   | 6月 | ベン・シーツ                          | ミルウォーキー・ブルワーズ     | ジョシュ・タワーズ                  | ボルチモア・オリオールズ                        |
| 2001年   | 7月 | ペドロ・フェリス                      | サンフランシスコ・ジャイアンツ | CC・サバシア                        | クリーブランド・インディアンス                  |
| 2001年   | 8月 | ロイ・オズワルト                      | ヒューストン・アストロズ       | イチロー (3)                        | シアトル・マリナーズ                            |
| 2001年   | 9月 | バド・スミス                          | セントルイス・カージナルス     | イチロー (4)                        | シアトル・マリナーズ                            |
| 2002年   | 4月 | 石井一久                              | ロサンゼルス・ドジャース       | カルロス・ペーニャ                  | オークランド・アスレチックス                    |
| 2002年   | 5月 | オースティン・カーンズ                | シンシナティ・レッズ           | ライアン・ドリース                  | クリーブランド・インディアンス                  |
| 2002年   | 6月 | ジェイソン・サイモンタッチ            | セントルイス・カージナルス     | エリック・ヒンスキー                | トロント・ブルージェイズ                        |
| 2002年   | 7月 | カーク・サールース                    | ヒューストン・アストロズ       | ロドリゴ・ロペス                    | ボルチモア・オリオールズ                        |
| 2002年   | 8月 | ジェイソン・ジェニングス              | コロラド・ロッキーズ           | ジョシュ・フェルプス                | トロント・ブルージェイズ                        |
| 2002年   | 9月 | エンディ・チャベス                    | モントリオール・エクスポズ     | ジョシュ・フェルプス (2)            | トロント・ブルージェイズ                        |
| 2003年   | 4月 | 崔煕渉                                | シカゴ・カブス                 | ロッコ・バルデッリ                  | タンパベイ・デビルレイズ                        |
| 2003年   | 5月 | ゼイビア・ネイディ                    | サンディエゴ・パドレス         | ロッコ・バルデッリ (2)              | タンパベイ・デビルレイズ                        |
| 2003年   | 6月 | ドントレル・ウィリス                  | フロリダ・マーリンズ           | 松井秀喜                            | ニューヨーク・ヤンキース                        |
| 2003年   | 7月 | ミゲル・カブレラ                      | フロリダ・マーリンズ           | アンヘル・ベローア                  | カンザスシティ・ロイヤルズ                      |
| 2003年   | 8月 | スコット・ポドセドニック              | ミルウォーキー・ブルワーズ     | ラファエル・ソリアーノ              | シアトル・マリナーズ                            |
| 2003年   | 9月 | ミゲル・カブレラ (2)                  | フロリダ・マーリンズ           | リード・ジョンソン                  | トロント・ブルージェイズ                        |
| 2004年   | 4月 | カリル・グリーン                      | サンディエゴ・パドレス         | ジェラルド・レアード                | テキサス・レンジャーズ                          |
| 2004年   | 5月 | ターメル・スレッジ                    | モントリオール・エクスポズ     | ケビン・ユーキリス                  | ボストン・レッドソックス                        |
| 2004年   | 6月 | ジェイソン・ベイ                      | ピッツバーグ・パイレーツ       | ボビー・クロスビー                  | オークランド・アスレチックス                    |
| 2004年   | 7月 | ジェイソン・ベイ (2)                  | ピッツバーグ・パイレーツ       | ロブ・クインラン                    | アナハイム・エンゼルス                          |
| 2004年   | 8月 | カリル・グリーン (2)                  | サンディエゴ・パドレス         | フランク・フランシスコ              | テキサス・レンジャーズ                          |
| 2004年   | 9月 | ジェイソン・ベイ (3)                  | ピッツバーグ・パイレーツ       | ロス・グロード                      | シカゴ・ホワイトソックス                        |
| 2005年   | 4月 | クリント・バームス                    | コロラド・ロッキーズ           | グスタボ・チャシーン                | トロント・ブルージェイズ                        |
| 2005年   | 5月 | ライアン・チャーチ                    | ワシントン・ナショナルズ       | デーモン・ホリンズ                  | タンパベイ・デビルレイズ                        |
| 2005年   | 6月 | ギャレット・アトキンス                | コロラド・ロッキーズ           | ジョー・ブラントン                  | オークランド・アスレチックス                    |
| 2005年   | 7月 | ザック・デューク                      | ピッツバーグ・パイレーツ       | グスタボ・チャシーン                | トロント・ブルージェイズ                        |
| 2005年   | 8月 | ザック・デューク (2)                  | ピッツバーグ・パイレーツ       | ジョー・ブラントン (2)              | オークランド・アスレチックス                    |
| 2005年   | 9月 | ライアン・ハワード                    | フィラデルフィア・フィリーズ   | ロビンソン・カノ                    | ニューヨーク・ヤンキース                        |
| 2006年   | 4月 | プリンス・フィルダー                  | ミルウォーキー・ブルワーズ     | ジョナサン・パペルボン              | ボストン・レッドソックス                        |
| 2006年   | 5月 | ジョシュ・ジョンソン                  | フロリダ・マーリンズ           | ジャスティン・バーランダー          | デトロイト・タイガース                          |
| 2006年   | 6月 | ジョシュ・ジョンソン (2) ダン・アグラ | フロリダ・マーリンズ           | フランシスコ・リリアーノ            | ミネソタ・ツインズ                              |
| 2006年   | 7月 | ジョシュ・バーフィールド              | サンディエゴ・パドレス         | フランシスコ・リリアーノ (2)        | ミネソタ・ツインズ                              |
| 2006年   | 8月 | クリス・ダンカン                      | セントルイス・カージナルス     | ニック・マーケイキス                | ボルチモア・オリオールズ                        |
| 2006年   | 9月 | アニバル・サンチェス                  | フロリダ・マーリンズ           | ブーフ・ボンサー                    | ミネソタ・ツインズ                              |
| 2007年   | 4月 | ジョシュ・ハミルトン                  | シンシナティ・レッズ           | 岡島秀樹                            | ボストン・レッドソックス                        |
| 2007年   | 5月 | ハンター・ペンス                      | ヒューストン・アストロズ       | ダスティン・ペドロイア              | ボストン・レッドソックス                        |
| 2007年   | 6月 | ライアン・ブラウン                    | ミルウォーキー・ブルワーズ     | ブライアン・バニスター              | カンザスシティ・ロイヤルズ                      |
| 2007年   | 7月 | ライアン・ブラウン (2)                | ミルウォーキー・ブルワーズ     | ビリー・バトラー                    | カンザスシティ・ロイヤルズ                      |
| 2007年   | 8月 | トロイ・トゥロウィツキー              | コロラド・ロッキーズ           | ブライアン・バニスター (2)          | カンザスシティ・ロイヤルズ                      |
| 2007年   | 9月 | ジェームズ・ローニー                  | ロサンゼルス・ドジャース       | ジャコビー・エルズベリー            | ボストン・レッドソックス                        |
| 2008年   | 4月 | ジオバニー・ソト                      | シカゴ・カブス                 | デビッド・マーフィー                | テキサス・レンジャーズ                          |
| 2008年   | 5月 | ブレイク・デウィット                  | ロサンゼルス・ドジャース       | アーロン・ラフィー                  | クリーブランド・インディアンス                  |
| 2008年   | 6月 | ジェイアー・ジャージェンス            | アトランタ・ブレーブス         | エバン・ロンゴリア                  | タンパベイ・レイズ                              |
| 2008年   | 7月 | イアン・スチュワート                  | コロラド・ロッキーズ           | クリス・デービス                    | テキサス・レンジャーズ                          |
| 2008年   | 8月 | ジオバニー・ソト (2)                  | シカゴ・カブス                 | アレクセイ・ラミレス                | シカゴ・ホワイトソックス                        |
| 2008年   | 9月 | ジョーイ・ボット                      | シンシナティ・レッズ           | スコット・ルイス                    | クリーブランド・インディアンス                  |
| 2009年   | 4月 | ブライアン・バーデン                  | セントルイス・カージナルス     | スコット・リッチモンド              | トロント・ブルージェイズ                        |
| 2009年   | 5月 | ジェラルド・パーラ                    | アリゾナ・ダイヤモンドバックス | リック・ポーセロ                    | デトロイト・タイガース                          |
| 2009年   | 6月 | トミー・ハンソン                      | アトランタ・ブレーブス         | ノーラン・ライモルド                | ボルチモア・オリオールズ                        |
| 2009年   | 7月 | ギャレット・ジョーンズ                | ピッツバーグ・パイレーツ       | ゴードン・ベッカム                  | シカゴ・ホワイトソックス                        |
| 2009年   | 8月 | クリス・コグラン                      | フロリダ・マーリンズ           | アンドリュー・ベイリー              | オークランド・アスレチックス                    |
| 2009年   | 9月 | ケイシー・マギー                      | ミルウォーキー・ブルワーズ     | ブレット・アンダーソン              | オークランド・アスレチックス                    |
| 2010年代 |     |                                       |                                |                                     |                                                 |
| 2010年   | 4月 | ジェイソン・ヘイワード                | アトランタ・ブレーブス         | オースティン・ジャクソン            | デトロイト・タイガース                          |
| 2010年   | 5月 | ジェイソン・ヘイワード (2)            | アトランタ・ブレーブス         | ブレナン・ボッシュ                  | デトロイト・タイガース                          |
| 2010年   | 6月 | ギャビー・サンチェス                  | フロリダ・マーリンズ           | ブレナン・ボッシュ (2)              | デトロイト・タイガース                          |
| 2010年   | 7月 | バスター・ポージー                    | サンフランシスコ・ジャイアンツ | ウェイド・デービス                  | タンパベイ・レイズ                              |
| 2010年   | 8月 | ダニエル・ハドソン                    | アリゾナ・ダイヤモンドバックス | ブライアン・マティス                | ボルチモア・オリオールズ                        |
| 2010年   | 9月 | ペドロ・アルバレス                    | ピッツバーグ・パイレーツ       | ネフタリ・フェリス                  | テキサス・レンジャーズ                          |
| 2011年   | 4月 | ダーウィン・バーニー                  | シカゴ・カブス                 | マイケル・ピネダ                    | シアトル・マリナーズ                            |
| 2011年   | 5月 | ジャスティン・ターナー                | ニューヨーク・メッツ           | ジェレミー・ヘリクソン              | タンパベイ・レイズ                              |
| 2011年   | 6月 | クレイグ・キンブレル                  | アトランタ・ブレーブス         | ベン・リビア ジェマイル・ウィークス | ミネソタ・ツインズ オークランド・アスレチックス |
| 2011年   | 7月 | フレディ・フリーマン                  | アトランタ・ブレーブス         | エリック・ホズマー                  | カンザスシティ・ロイヤルズ                      |
| 2011年   | 8月 | クレイグ・キンブレル (2)              | アトランタ・ブレーブス         | マイク・カープ                      | シアトル・マリナーズ                            |
| 2011年   | 9月 | ディー・ゴードン                      | ロサンゼルス・ドジャース       | エリック・ホズマー (2)              | カンザスシティ・ロイヤルズ                      |
| 2012年   | 4月 | ウェイド・マイリー                    | アリゾナ・ダイヤモンドバックス | ダルビッシュ有                      | テキサス・レンジャーズ                          |
| 2012年   | 5月 | ブライス・ハーパー                    | ワシントン・ナショナルズ       | マイク・トラウト                    | ロサンゼルス・エンゼルス                        |
| 2012年   | 6月 | アンドレルトン・シモンズ              | アトランタ・ブレーブス         | マイク・トラウト (2)                | ロサンゼルス・エンゼルス                        |
| 2012年   | 7月 | アンソニー・リゾ                      | シカゴ・カブス                 | マイク・トラウト (3)                | ロサンゼルス・エンゼルス                        |
| 2012年   | 8月 | トッド・フレイジャー                  | シンシナティ・レッズ           | マイク・トラウト (4)                | ロサンゼルス・エンゼルス                        |
| 2012年   | 9月 | ブライス・ハーパー (2)                | ワシントン・ナショナルズ       | ヨエニス・セスペデス                | オークランド・アスレチックス                    |
| 2013年   | 4月 | エバン・ガティス                      | アトランタ・ブレーブス         | ジャスティン・グリム                | テキサス・レンジャーズ                          |
| 2013年   | 5月 | エバン・ガティス (2)                  | アトランタ・ブレーブス         | ネイト・フレイマン                  | オークランド・アスレチックス                    |
| 2013年   | 6月 | ヤシエル・プイグ                      | ロサンゼルス・ドジャース       | ホセ・イグレシアス                  | ボストン・レッドソックス                        |
| 2013年   | 7月 | ホセ・フェルナンデス                  | マイアミ・マーリンズ           | クリス・アーチャー                  | タンパベイ・レイズ                              |
| 2013年   | 8月 | ホセ・フェルナンデス (2)              | マイアミ・マーリンズ           | マーティン・ペレス                  | テキサス・レンジャーズ                          |
| 2013年   | 9月 | ゲリット・コール                      | ピッツバーグ・パイレーツ       | ウィル・マイヤーズ                  | タンパベイ・レイズ                              |
| 2014年   | 4月 | クリス・オーウィングス                | アリゾナ・ダイヤモンドバックス | ホセ・アブレイユ                    | シカゴ・ホワイトソックス                        |
| 2014年   | 5月 | コルテン・ウォン                      | セントルイス・カージナルス     | ジョージ・スプリンガー              | ヒューストン・アストロズ                        |
| 2014年   | 6月 | ビリー・ハミルトン                    | シンシナティ・レッズ           | ホセ・アブレイユ (2)                | シカゴ・ホワイトソックス                        |
| 2014年   | 7月 | ジェイコブ・デグロム                  | ニューヨーク・メッツ           | ホセ・アブレイユ (3)                | シカゴ・ホワイトソックス                        |
| 2014年   | 8月 | カイル・ヘンドリックス                | シカゴ・カブス                 | マット・シューメーカー              | ロサンゼルス・エンゼルス                        |
| 2014年   | 9月 | ジェイコブ・デグロム (2)              | ニューヨーク・メッツ           | コリン・マクヒュー                  | ヒューストン・アストロズ                        |
| 2015年   | 4月 | アレックス・ゲレーロ                  | ロサンゼルス・ドジャース       | デボン・トラビス                    | トロント・ブルージェイズ                        |
| 2015年   | 5月 | クリス・ブライアント                  | シカゴ・カブス                 | デライノ・デシールズ・ジュニア      | テキサス・レンジャーズ                          |
| 2015年   | 6月 | マイケル・フランコ                    | フィラデルフィア・フィリーズ   | カルロス・コレア                    | ヒューストン・アストロズ                        |
| 2015年   | 7月 | 姜正浩                                | ピッツバーグ・パイレーツ       | アンドリュー・ヒーニー              | ロサンゼルス・エンゼルス                        |
| 2015年   | 8月 | クリス・ブライアント (2)              | シカゴ・カブス                 | ミゲル・サノ                        | ミネソタ・ツインズ                              |
| 2015年   | 9月 | ジャスティン・ボーア                  | マイアミ・マーリンズ           | フランシスコ・リンドーア            | クリーブランド・インディアンス                  |
| 2016年   | 4月 | トレバー・ストーリー                  | コロラド・ロッキーズ           | ノマー・マザラ                      | テキサス・レンジャーズ                          |
| 2016年   | 5月 | スティーブン・マッツ                  | ニューヨーク・メッツ           | ノマー・マザラ (2)                  | テキサス・レンジャーズ                          |
| 2016年   | 6月 | コーリー・シーガー                    | ロサンゼルス・ドジャース       | タイラー・ネイキン                  | クリーブランド・インディアンス                  |
| 2016年   | 7月 | ライアン・シンフ                      | サンディエゴ・パドレス         | タイラー・ネイキン (2)              | クリーブランド・インディアンス                  |
| 2016年   | 8月 | トレイ・ターナー                      | ワシントン・ナショナルズ       | ゲイリー・サンチェス                | ニューヨーク・ヤンキース                        |
| 2016年   | 9月 | トレイ・ターナー (2)                  | ワシントン・ナショナルズ       | リオン・ヒーリー                    | オークランド・アスレチックス                    |
| 2017年   | 4月 | アントニオ・センザテラ                | コロラド・ロッキーズ           | アーロン・ジャッジ                  | ニューヨーク・ヤンキース                        |
| 2017年   | 5月 | コディ・ベリンジャー                  | ロサンゼルス・ドジャース       | アーロン・ジャッジ (2)              | ニューヨーク・ヤンキース                        |
| 2017年   | 6月 | コディ・ベリンジャー (2)              | ロサンゼルス・ドジャース       | アーロン・ジャッジ (3)              | ニューヨーク・ヤンキース                        |
| 2017年   | 7月 | ポール・デヨング                      | セントルイス・カージナルス     | ユリエスキ・グリエル                | ヒューストン・アストロズ                        |
| 2017年   | 8月 | リース・ホスキンス                    | フィラデルフィア・フィリーズ   | アンドリュー・ベニンテンディ        | ボストン・レッドソックス                        |
| 2017年   | 9月 | ホセ・マルティネス                    | セントルイス・カージナルス     | アーロン・ジャッジ (4)              | ニューヨーク・ヤンキース                        |
| 2018年   | 4月 | クリスチャン・ビヤヌエバ              | サンディエゴ・パドレス         | 大谷翔平                            | ロサンゼルス・エンゼルス                        |
| 2018年   | 5月 | オースティン・メドウズ                | ピッツバーグ・パイレーツ       | グレイバー・トーレス                | ニューヨーク・ヤンキース                        |
| 2018年   | 6月 | フアン・ソト                          | ワシントン・ナショナルズ       | ミゲル・アンドゥハー                | ニューヨーク・ヤンキース                        |
| 2018年   | 7月 | フアン・ソト （2）                    | ワシントン・ナショナルズ       | ルルデス・グリエル Jr.              | トロント・ブルージェイズ                        |
| 2018年   | 8月 | ロナルド・アクーニャ・ジュニア        | アトランタ・ブレーブス         | ミゲル・アンドゥハー （2）          | ニューヨーク・ヤンキース                        |
| 2018年   | 9月 | フアン・ソト （3）                    | ワシントン・ナショナルズ       | 大谷翔平 (2)                        | ロサンゼルス・エンゼルス                        |
| 2019年   | 4月 | ピート・アロンソ                      | ニューヨーク・メッツ           | ブランドン・ロウ                    | タンパベイ・レイズ                              |
| 2019年   | 5月 | オースティン・ライリー                | アトランタ・ブレーブス         | マイケル・チェイビス                | ボストン・レッドソックス                        |
| 2019年   | 6月 | ピート・アロンソ (2)                  | ニューヨーク・メッツ           | ヨルダン・アルバレス                | ヒューストン・アストロズ                        |
| 2019年   | 7月 | ケストン・ヒウラ                      | ミルウォーキー・ブルワーズ     | ヨルダン・アルバレス (2)            | ヒューストン・アストロズ                        |
| 2019年   | 8月 | アリスティデス・アキーノ              | シンシナティ・レッズ           | ヨルダン・アルバレス (3)            | ヒューストン・アストロズ                        |
| 2019年   | 9月 | ピート・アロンソ (3)                  | ニューヨーク・メッツ           | エロイ・ヒメネス                    | シカゴ・ホワイトソックス                        |
| 2020年代 |     |                                       |                                |                                     |                                                 |
| 2020年   | 8月 | ジェイク・クロネンワース              | サンディエゴ・パドレス         | ルイス・ロベルト・ジュニア          | シカゴ・ホワイトソックス                        |
| 2020年   | 9月 | ケブライアン・ヘイズ                  | ピッツバーグ・パイレーツ       | ジャレッド・ウォルシュ              | ロサンゼルス・エンゼルス                        |
| 2021年   | 4月 | トレバー・ロジャース                  | マイアミ・マーリンズ           | ヤーミン・メルセデス                | シカゴ・ホワイトソックス                        |
| 2021年   | 5月 | トレバー・ロジャース (2)              | マイアミ・マーリンズ           | アドリス・ガルシア                  | テキサス・レンジャーズ                          |
| 2021年   | 6月 | パトリック・ウィズダム                | シカゴ・カブス                 | ライアン・マウントキャッスル        | ボルチモア・オリオールズ                        |
| 2021年   | 7月 | ジョナサン・インディア                | シンシナティ・レッズ           | エリック・ハース                    | デトロイト・タイガース                          |
| 2021年   | 8月 | フランク・シュウィンデル              | シカゴ・カブス                 | ボビー・ダルベック                  | ボストン・レッドソックス                        |
| 2021年   | 9月 | フランク・シュウィンデル (2)          | シカゴ・カブス                 | アレク・マノア                      | トロント・ブルージェイズ                        |
| 2022年   | 4月 | 鈴木誠也                              | シカゴ・カブス                 | スティーブン・クワン                | クリーブランド・ガーディアンズ                  |
| 2022年   | 5月 | ルイス・ゴンザレス                    | サンフランシスコ・ジャイアンツ | フリオ・ロドリゲス                  | シアトル・マリナーズ                            |
| 2022年   | 6月 | マイケル・ハリス2世                   | アトランタ・ブレーブス         | フリオ・ロドリゲス (2)              | シアトル・マリナーズ                            |
| 2022年   | 7月 | スペンサー・ストライダー              | アトランタ・ブレーブス         | ホセ・ミランダ                      | ミネソタ・ツインズ                              |
| 2022年   | 8月 | マイケル・ハリス2世(2)                | アトランタ・ブレーブス         | ジョージ・カービー                  | シアトル・マリナーズ                            |
| 2022年   | 9月 | マイケル・ハリス2世(3)                | アトランタ・ブレーブス         | スティーブン・クワン(2)             | クリーブランド・ガーディアンズ                  |
| 2023年   | 4月 | ジェームズ・アウトマン                | ロサンゼルス・ドジャース       | ジョシュ・ヤン                      | テキサス・レンジャーズ                          |
| 2023年   | 5月 | スペンサー・スティアー                | シンシナティ・レッズ           | ジョシュ・ヤン(2)                   | テキサス・レンジャーズ                          |
| 2023年   | 6月 | コービン・キャロル                    | アリゾナ・ダイヤモンドバックス | ガナー・ヘンダーソン                | ボルチモア・オリオールズ                        |
| 2023年   | 7月 | フランシスコ・アルバレス              | ニューヨーク・メッツ           | トリストン・カサス                  | ボストン・レッドソックス                        |
| 2023年   | 8月 | ジェームズ・アウトマン(2)             | ロサンゼルス・ドジャース       | ザック・ゲロフ                      | オークランド・アスレチックス                    |
| 2023年   | 9月 | ノーラン・ジョーンズ                  | コロラド・ロッキーズ           | ロイス・ルイス                      | ミネソタ・ツインズ                              |
| 2024年   | 4月 | 今永昇太                              | シカゴ・カブス                 | コルトン・カウザー                  | ボルチモア・オリオールズ                        |
| 2024年   | 5月 | ジョーイ・オルティス                  | ミルウォーキー・ブルワーズ     | ルイス・ヒール                      | ニューヨーク・ヤンキース                        |
| 2024年   | 6月 | ジャクソン・メリル                    | サンディエゴ・パドレス         | ワイアット・ラングフォード          | テキサス・レンジャーズ                          |
| 2024年   | 7月 | タイラー・フィッツジェラルド          | サンフランシスコ・ジャイアンツ | コルト・キース                      | デトロイト・タイガース                          |
| 2024年   | 8月 | ジャクソン・メリル(2)                 | サンディエゴ・パドレス         | スペンサー・アリゲッティ            | ヒューストン・アストロズ                        |
| 2024年   | 9月 | ポール・スキーンズ                    | ピッツバーグ・パイレーツ       | ワイアット・ラングフォード(2)       | テキサス・レンジャーズ                          |
| 2025年   | 4月 | ルイスアンヘル・アクーニャ            | ニューヨーク・メッツ           | クリスチャン・キャンベル            | ボストン・レッドソックス                        |
| 2025年   | 5月 | ドレイク・ボールドウィン              | アトランタ・ブレーブス         | ジェイコブ・ウィルソン              | アスレチックス                                  |
| 2025年   | 6月 | ジェイコブ・ミジオロウスキー          | ミルウォーキー・ブルワーズ     | ニック・カーツ                      | アスレチックス                                  |
| 2025年   | 7月 | アイザック・コリンズ                  | ミルウォーキー・ブルワーズ     | ニック・カーツ(2)                   | アスレチックス                                  |
| 2025年   | 8月 |                                       |                                |                                     |                                                 |
| 2025年   | 9月 |                                       |                                |                                     |                                                 |